# حسن العمری (بازیکن فوتبال، زاده ۱۹۸۶)
حسن عمری (انگلیسی: Hassan Oumari؛ زادهٔ ۱۱ اوت ۱۹۸۶) بازیکن فوتبال اهل لبنان است.
از باشگاه‌هایی که در آن بازی کرده‌است می‌توان به باشگاه فوتبال دینامو برلینر اشاره کرد.
وی همچنین در تیم ملی فوتبال لبنان بازی کرده‌است.